# Ingrid Haringa

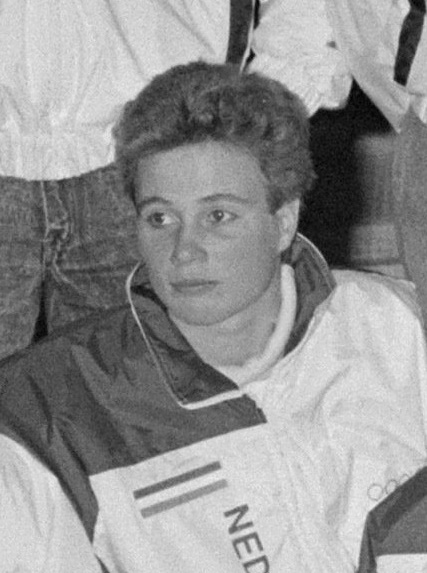
Ingrid Haringa, 1988

Ingrid Rolinda Haringa (* 11. Juli  1964 in Velsen) ist eine ehemalige niederländische Bahnradsportlerin und Eisschnellläuferin.

## Karriere
Ingrid Haringa begann ihre sportliche Karriere als Eisschnellläuferin. In den 1980er Jahren gehörte sie zu den besten Sprinterinnen ihres Heimatlandes. Von 1987 bis 1989 konnte sie vier nationale Titel auf dem Eis erringen. 1988 nahm sie – allerdings wenig erfolgreich – an den Olympischen Winterspielen in Calgary teil. Bei den Sprintweltmeisterschaften 1989 belegte sie den vierten Platz. Anschließend wandte sie sich dem Bahnradsport zu.
1991 debütierte Ingrid Haringa international auf der Bahn. Bei der Bahnrad-WM in Stuttgart startete sie in drei Disziplinen und holte auf Anhieb zwei Weltmeistertitel im Punktefahren und im Sprint. Den Titel im Punktefahren konnte sie in den anschließenden Jahren noch dreimal erfolgreich verteidigen.
Bei den Olympischen Sommerspielen 1992 in Barcelona gewann Ingrid Haringa die Bronzemedaille im Sprint. Vier Jahre später, in Atlanta, konnte sie dieses Ergebnis noch übertreffen mit einer weiteren Bronzemedaille im Sprint sowie einer Silbermedaille im Punktefahren.
Anschließend trat Haringa, die ausgebildete Polizistin ist, vom aktiven Sport zurück. Sie arbeitete zunächst als Eisschnelllauf-Trainerin. Zurzeit gehört sie zu den Betreuern des „Merida Cycling Teams“, einer Frauenmannschaft.
1991 und 1996 wurde Ingrid Haringa in den Niederlanden „Sportlerin des Jahres“.